# I ensliga stugan en kulen kväll
I ensliga stugan en kulen kväll är en visa vars text skrevs av prästen och skalden Anders Abraham Grafström. Den utgavs i nummer 11 av Andelig Örtagård för Barn 1850 och senare i sångsamlingen Vald samling av Tvåhundradesextio Svenska Sångstycken. Den har också publicerats 1884 i Fridsbasunen, 1894 och 1921 i Svenska Missionsförbundets sångbok och 1952 i Lapp-Lisas Sånger. Flera olika melodier har använts till texten, bland annat en melodi av Johan Erik Nordblom. Den melodi som är mest bekant är trots allt den som användes av Lapp-Lisa.